# Antykwa Półtawskiego
L'Antykwa Półtawskiego (ou Antiqua de Półtawski) est une fonte antiqua conçue dans les années 1923-1928 par l'artiste polonais Adam Półtawski. C'est l'une des polices de caractères les plus reconnaissables en Pologne, on l'appelle parfois la « police nationale polonaise ».

## Conception
L'Antykwa Półtawskiego est la première police polonaise conçue à partir de zéro. Elle procure un rythme régulier de composition en polonais. Les glyphes caractéristiques des lettres w, y et g sont remarquables. Ces lettres apparaissent souvent en polonais, c'est pourquoi Półtawski les a conçues de manière qu'elles soient dominées par des éléments verticaux, grâce auxquels le texte polonais complexe devient uniforme.

## Aujourd'hui
Même avant l'informatisation des procédés d'impression, l'utilisation de cette police était limitée aux en-têtes et en tant que police de titrage ; à l'heure actuelle, l'Antykwa Półtawskiego est considérée comme une fonte archaïque.
Elle est utilisée sporadiquement au XXe siècle. En hommage à Półtawski, l'Antykwa Półtawskiego a été utilisée comme l'une des polices de base dans le livre de Robert Chwałowski intitulé Typographie d'un livre type (1re édition 2002). L'ouvrage La Retraite des Beskides de Wanda Półtawska, qui est la belle-fille d'Adam Półtawski, utilise également cette police de caractères.
Janusz M. Nowacki, Bogusław Jackowski et Piotr Strzelczyk ont produit une version numérique d'Antykwa, publiée sous la licence de police GUST, le GUST étant le groupe polonophone des utilisateurs de TeX, LaTeX et logiciels compagnons.

Quelques caractères de la fonte Antykwa Poltawski, dans sa version regular.